# Mele (Musikerin)

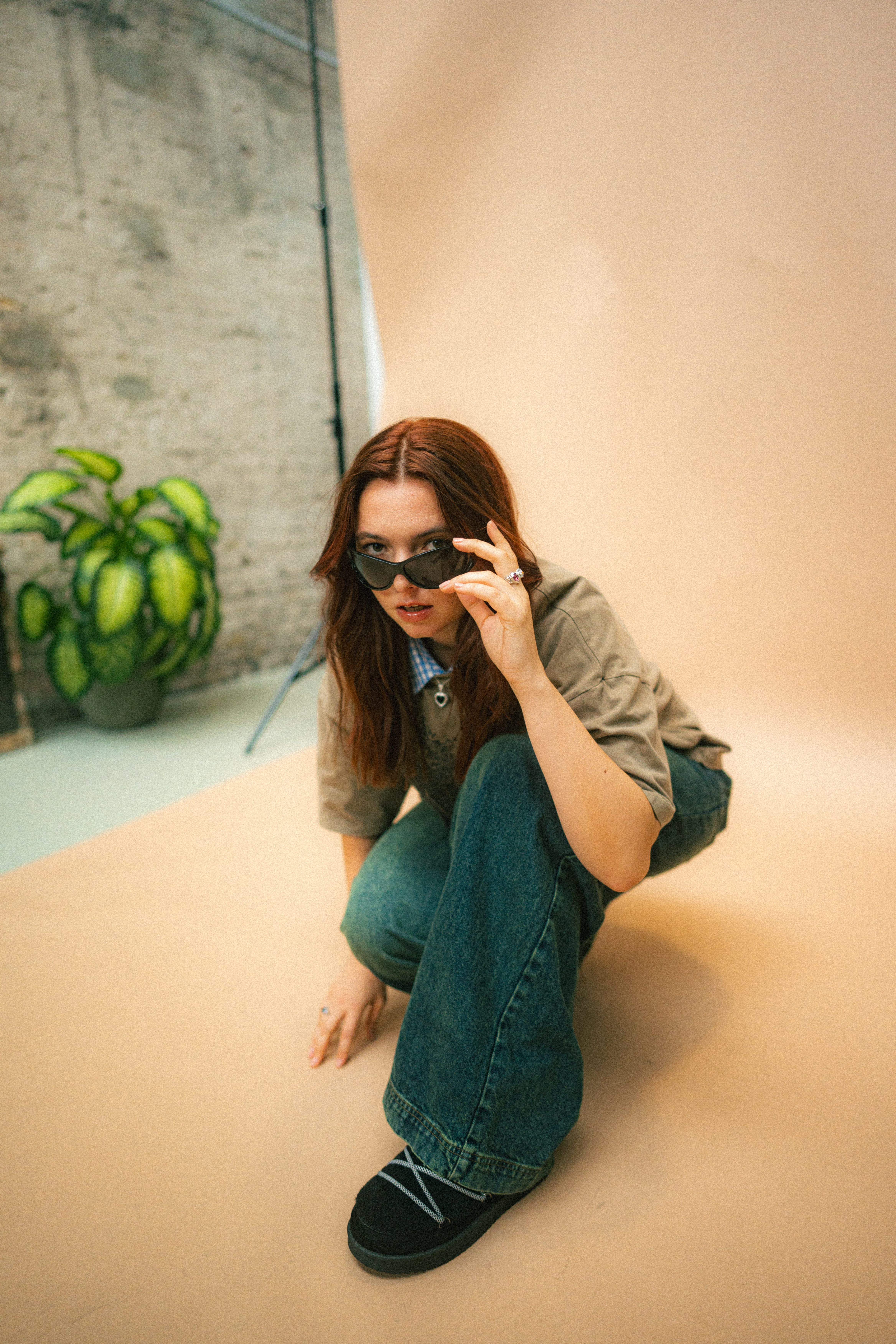
Mele in Berlin 2023

Mele (bürgerlich Marlene Dora Schittenhelm; * 1995) ist eine deutsche Singer-Songwriterin und Moderatorin. Von 2021 bis 2022 arbeitete sie als Moderatorin und Redakteurin bei dem Funk-Format Offen un’ ehrlich, ⁣⁣mit dem sie 2022 den Grimme-Preis als bestes Moderationsteam gewann.

## Leben
Marlene Schittenhelm wuchs in Esslingen am Neckar in einem musikalischen Haushalt auf. Ihr erstes Lied schrieb sie laut einem Interview mit dem Diffus-Magazin mit drei Jahren in einem Supermarkt. Nach dem Abitur studierte sie von 2014 bis 2020 Popgesang, Klavier und E-Bass am Institut für Musik der Hochschule Osnabrück und gewann 2017 während ihres Studiums den Study Up Award des Instituts.
Unter dem Namen Mele wurde 2017 zunächst eine Band gegründet; erst seit der COVID-19-Pandemie tritt Schittenhelm alleine unter dem Namen auf. Im Gründungsjahr erschien die erste EP Tschau Karen. Im Jahr 2018 wurde Schittenhelm in den Popkurs aufgenommen, wo sie einen Teil ihrer späteren Liveband kennenlernte.
2020 war Mele Teil des Bandpools, eines Förderprogramms der Popakademie Mannheim, sowie Teil des PopCamps. Seither spielte sie als Voract für Bands wie Grossstadtgeflüster, Jeremias, Roy Bianco & Die Abbrunzati Boys und Klan.
Von 2019 bis 2021 moderierte Marlene Schittenhelm bei Radio Nordseewelle. Von Mai 2021 bis Juni 2022 moderierte sie beim Funk-Format Offen un’ ehrlich. Mit diesem konnten Mele und die Redaktion 2021 den Otto-Brenner-Preis für herausragenden Journalismus und 2022 den Grimme-Preis als bestes Moderationsteam gewinnen.
Mele spielte 2022 unter anderem auf dem Southside, dem Campus Festival Konstanz, dem Green Juice Festival, dem Modular Festival und im Sommer 2023 auch auf dem Deichbrand Festival und dem Open Flair.
Seit der Veröffentlichung ihrer Debüt-EP Tschau Karen! veröffentlichte Mele zwei weitere EPs mit den Titeln 300 Möglichkeiten (2022) und unser outro (2023) sowie diverse Singles.

## Diskografie
EPs
- 2017: Tschau Karen![10]
- 2022: 300 Möglichkeiten
- 2023: Unser Outro

Singles
- 2017: Bye Bye
- 2017: Monogamie
- 2019: Eisamstiel
- 2019: Deine Cousine
- 2020: Touché (Touché)
- 2020: Rosalie
- 2021: Es liegt an dir
- 2021: Omg
- 2021: Schön, dass du da bist
- 2022: Bitte küss mich
- 2022: Oxytocin
- 2022: Nach Hause
- 2022: Pornos im Bett
- 2023: Bitterlemon
- 2023: Speedbumps (ganz normal) mit OTPendia & Cany75